# Luz María Paucar
Luz María Paucar Menacho  (Rímac, 1964) es una ingeniera en Industrias Alimentarias, peruana. Es magíster en Tecnología de Alimentos y doctora en Tecnología de Alimentos por la Universidad Estadual de Campinas, Brasil. Es profesora principal y docente investigadora de la Universidad Nacional del Santa donde ha ocupado diversos cargos de liderazgo. Su investigación se enfoca en el desarrollo de alimentos funcionales y la optimización de compuestos bioactivos, como los polifenoles y antioxidantes, a partir de productos como la quinua, el kiwicha y el maíz morado. Además, fue miembro del Comité Pro Mujer en CTI del Consejo Nacional de Ciencia, Tecnología e Innovación del Perú, y presidió este comité en 2022.

## Biografía
Egresó como ingeniera en Industrias Alimentarias y magíster en Tecnología de Alimentos por la Universidad Nacional Agraria La Molina. Se doctoró en Tecnología de Alimentos por la Universidad Estadual de Campinas, São Paulo en Brasil, tuvo una estancia predoctoral en el Laboratory of Food Science and Human Nutrition, Universidad de Illinois en Urbana-Champaign, en Estados Unidos. Ha sido investigadora invitada posdoctoral en el Laboratorio de Bioquímica del Departamento de Caracterización, Calidad y Seguridad de Alimentos del Instituto de Ciencia y Tecnología de Alimentos y Nutrición de Madrid, España. 
Desde 1991, trabaja en la Universidad Nacional del Santa, donde ha ejercido diversos cargos de liderazgo, entre ellos: jefe de la Oficina Central de investigación (2011-2013), directora de la Dirección de Investigación e Innovación (2016-2017), y directora del Instituto de Investigación Tecnológica Agroindustrial (2019-2022). Es profesora principal a dedicación exclusiva de la Facultad de Ingeniería, Departamento Académico de Ingeniería Agroindustrial de la Universidad Nacional del Santa y, en el 2017, fue nombrada docente investigador. Su línea de investigación se centra en el desarrollo de alimentos funcionales y optimización de compuestos bioactivos mediante procesos de germinación. También estudia el contenido de polifenoles, capacidad antioxidante y capacidad antihipertensiva de compuestos bioactivos de diversos productos como la quinua, kiwicha y el maíz morado
Del 2019 al 2023 fue miembro del Comité Pro Mujer en CTI del Consejo Nacional de Ciencia, Tecnología e Innovación del Perú, llegando a ejercer la presidencia del mismo en 2022.

## Premios y reconocimientos
- Premio Nacional Por las Mujeres en la Ciencia 2018 de L´Oreal, UNESCO y Consejo Nacional de Ciencia, Tecnología e Innovación (Concytec). 2019.[5]

- Premio Panamericano Bimbo 2010 en Nutrición, Ciencia y Tecnología de Alimentos de GRUPO BIMBO, México.[6]
- En el 2021, el Consejo Nacional de Ciencia, Tecnología e Innovación reconoció sus aportes incluyéndola en el libro titulado "Científicas del Perú: 24 historias por descubrir"[7]